# ЗМП: Зомби массового поражения
«ЗМП: Зомби Массового Поражения» (англ. ZMD: Zombies of Mass Destruction) — американский зомби-хоррор 2010 года режиссёра Кевина Хэмедани, по сценарию Кевина Гревье. С элементами чёрного юмора, местами перерастающий в драму. В фильме затрагиваются множество проблем, присущих современному американскому обществу: исламофобия, вызванная терактами 11 сентября, религиозный фанатизм в американских церквях, низкий уровень образования среднего американца, дискриминация геев, а также проблема каминг-аута.

## Сюжет
Фильм начинается с эпизода, когда слепой человек обнаруживает на пляже городка Порт Гембел, штат Вашингтон труп человека, который оказывается зомби.
В следующей сцене на заправке, которая датирована 25 сентября 2003 года, семья Миллер — Джон с женой Джуди и их сыном-подростком Брайаном, встречают Фриду, молодую девушку и их соседку. Фрида не окончила обучение в Принстонском университете и вернулась к отцу. Джуди выражает сочувствие Фриде по поводу войны в Ираке, на что Фрида говорит, что она американка, а её отец родился в Иране.
Между тем, пара геев Том и Лэнс приезжают из Нью-Йорка, чтобы Том наконец-то рассказал своей матери, что он гей и Лэнс его парень. Фрида у себя дома ссорится со своим отцом, по поводу того что она не хочет всю жизнь работать в ресторане и не хочет встречаться с Хамидом. И говорит отцу, что идёт на свидание с Дереком, посудомойщиком, которого в этот же день уволил её отец за опоздание.
Том и Лэнс обедают с мамой Тома, которая рассказывает им, что её недавно укусили. Когда она уходит на кухню за десертом, Лэнс убеждает Тома признаться ей, что и делает Том, на это слыша звук бьющейся посуды. Из кухни выходит мать Тома и нападает на него, Лэнс пытаясь как-то её успокоить, говоря, что Том «сверху». Им приходится проткнуть её кочергой. В это время Фрида и Дерек сидят в машине и ссорятся, внезапно на Дерека нападает зомби, кусает его за шею, вызывая фонтан крови, а затем срывает с его лица кожу. Фрида в ужасе сбегает, видя, что она окружена зомби, она бежит домой, но не может пройти, так как он окружён мертвецами. Их соседка Джуди Миллер зовёт Фриду к ним в дом, в этот момент Джуди кусает зомби. Джон и Брайан сидят в подвале и смотрят новости, по которым говорят, что возможной причиной событий мог стать теракт мусульманской террористической группировки. В приступе паранойи Джон связывает Фриду, и начинает тестировать на знание истории США. К своему удивлению получая только правильные ответы, он не оставляет попыток добиться от неё признание в заговоре и пробивает её стопу большим гвоздём. Когда он берётся за газовую горелку, Брайан, испытывающий симпатии к Фриде не выдерживает и пробивает его голову молотком и освобождает её. В этом момент Джуди обращается в зомби и нападает на Брайана. Лёжа на полу, Джон видит, как Джуди распарывает живот их сыну и ест его кишки.
Том и Ленс сбегают, попутно убивая десятки зомби на своём пути. Они встречают по дороге мисс Бенкс — школьную учительницу и все вместе укрываются в церкви, где в это время прихожане играют в бинго. Они рассказывают немногим собравшимся, что на улице «настоящий ад». Не веря в это, они смотрят в окно и видят, как зомби доедают последних выживших. Священник Хаггис говорит, что это наказание за грех. Они забивают окна досками и пересчитывают запасы еды. Мисс Бенкс ставит вопрос о мэре Бэрнсе, у которого проявляются симптомы заражения. На что Бэрнс отвечает, что мисс Бенкс будучи конкурентом на выборах на пост мэра клевещет на него, и перевод разговор на Тома и Ленса. Признавшись в том, что они геи, многие кричат, что надо выгнать их на улицу. На что священник говорит, что они тоже дети божьи и их надо просто переделать, обратив в их веру.
Фрида добирается до своего дома и находит своего отца, она мирится с ним, но видит, что он обращается в зомби, после чего он нападает на неё. В борьбе она протыкает его голову ножом. В ужасе она садится в кресло и подносит дуло ружья к своей голове, но слышит звуки военных вертолётов и решает продолжить борьбу за выживание.

Прихожанин с помощью оружия убеждает Ленса и Тома не сопротивляться.

В это время в кабинете Хаггиса, под угрозой оружия Ленса усаживают в кресло по переделыванию геев в натуралы. Во время показа фильма с гей-эротикой Ленса подсоединяют к капельнице с препаратом вызывающим рвоту, таким образом, Ленсу пытаются привить отвращение к сексу с мужчинами. Из-за активного сопротивления этому процессу, мисс Бенкс оставляют в основном зале с одной из прихожанок. Обратившийся мэр Бернс нападает на прихожанку и отрывает ей нижнюю челюсть. Том отобрав пистолет, помогает Ленсу встать, и они вместе с мисс Бенкс сбегают. Увидев мэра Бернса, сбегают все остальные. Преподобный Хаггис пытается успокоить мэра молитвой, на что мэр отрывает руку Хаггису и начинает прокладывать зубами путь к его печени.
На улице, Фриду настигает Джон Миллер, он избивает её и пытается приковать наручниками на детской площадке. Фрида кусает его и убегает. Джон просит простить его, на что Фрида говорит, что прощает его и уходит, в это время Джона настигают зомби и разрывают его на части. У церкви мисс Бенкс, которая является пацифисткой и ярой противницей оружия, выпускает целую обойму в мэра Бернса, убивая его. В этот момент герои встречают Фриду. Все вместе они бегут и встречают военных, которые спасают их.
Спустя двадцать девять недель, с города снимают карантин, немногие выжившие горожане, празднуют окончательное освобождение города. Мэром города становится мисс Бенкс, которая призывает начать новую жизнь. Фрида продолжает дело отца по управлению рестораном, и прощается с Томом и Ленсом которые улетают в Нью-Йорк.

## В ролях
| Актёр              | Роль             |
| ------------------ | ---------------- |
| Джанетт Арман      | Фрида            |
| Даг Фол            | Том              |
| Купер Хопкинс      | Ленс             |
| Расселл Ходжкинсон | Джон Миллер      |
| Корнелия Мур       | мисс Бенкс       |
| Билл Джонс         | священник Хаггис |
| Линда Дженсен      | мать Тома        |
| Виктория Дрэйк     | Джуди Миллер     |